# Acidi grassi saturi

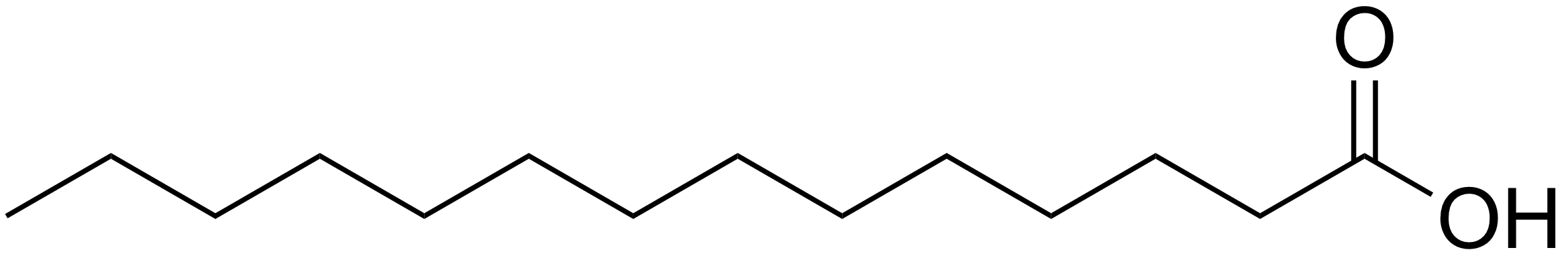
Struttura chimica dell'acido miristico, un acido grasso saturo

Gli acidi grassi saturi (chiamati anche con l'acronimo SFA, dall'inglese Saturated Fatty Acids) sono quegli acidi grassi costituiti da una catena carboniosa satura formata unicamente da legami singoli C-C. Possono essere di origine naturale o derivati per idrogenazione di acidi grassi insaturi.
In natura esistono numerose forme di acidi grassi saturi che differiscono tra loro per il numero di atomi di carbonio della molecola, i quali partendo dai tre atomi dell'acido propionico giungono fino all'acido esatriacontanoico che possiede una catena di 36 atomi di carbonio e oltre, se si considerano i prodotti di sintesi artificiale.
I grassi saturi sono presenti in natura sotto forma principale di trigliceridi di origine animale e vegetale; si riscontrano nella quasi totalità della componente grassa dei tessuti animali;  possono essere anche di natura vegetale, come quelli dell'olio di cocco, di palma e di semi di palma; invece gli altri oli vegetali (girasole, mais, arachidi, ecc.) sono di norma costituiti principalmente da acidi grassi insaturi.

## Consumo umano e patologie correlati
Dal 1950 la maggioranza degli studi ha evidenziato come il consumo di alimenti che contengano elevate quantità di acidi grassi saturi - quindi i grassi della carne e derivati, del latte e derivati (cioè burro e formaggi), lo strutto, ed inoltre alcuni oli vegetali (olio di cocco, di palma e di semi di palma) - sia potenzialmente dannoso per la salute. Fonti di grassi con proporzioni maggiori di acidi grassi insaturi sono costituite da olio di oliva, olio di arachidi, avocado, mais, girasole, soia, ecc.
Associazioni mediche cardiologiche e autorità governative, come l'Organizzazione mondiale della sanità, l’American dietetic association, i Dietisti del Canada, la Dietetic association britannica, l'American heart association, la British heart foundation, la World heart federation, il National health service britannico, la Food and drug administration degli Stati Uniti e l'Autorità europea per la sicurezza alimentare rilevano che i grassi saturi sono un fattore di rischio per le malattie cardiovascolari.
Numerose ricerche sistematiche hanno fatto emergere relazioni tra grassi saturi nella dieta e malattie cardiovascolari, mentre esistono molti studi relativi all'associazione con altre patologie: tralasciando l'obesità, accomunata in generale ad elevate assunzioni di alimenti altamente calorici, come i grassi in toto, si rilevano legami tra l'assunzione di grassi saturi con la dislipidemia e con tumori come il cancro al seno, il cancro del colon, il cancro ovarico, il tumore della prostata, mentre prove crescenti indicano che la quantità e il tipo di grassi nella dieta può avere effetti importanti sulla salute delle ossa. È ormai provata l'associazione tra calo della densità minerale ossea e l'assunzione di grassi saturi.

## Acidi grassi saturi
| n° atomi di C: n° doppi legami | nome comune                  | nome IUPAC             | formula chimica         | temperatura di fusione (°C.) | fonti                                                                                 |
| ------------------------------ | ---------------------------- | ---------------------- | ----------------------- | ---------------------------- | ------------------------------------------------------------------------------------- |
| 4:0                            | acido butirrico              | acido butanoico        | C4H8O2 CH3(CH2)2COOH    | -8                           | grassi del latte                                                                      |
| 5:0                            | acido valerico (valerianico) | acido pentanoico       | C5H10O2 CH3(CH2)3COOH   | -35                          | radice di valeriana o di eliotropo                                                    |
| 6:0                            | acido caproico               | acido esanoico         | C6H12O2 CH3(CH2)4COOH   | -3                           | grassi del latte                                                                      |
| 7:0                            | acido enantico               | acido eptanoico        | C7H14O2 CH3(CH2)5COOH   | -8                           | Infiorescenze della vite                                                              |
| 8:0                            | acido caprilico              | acido ottanoico        | C8H16O2 CH3(CH2)6COOH   | 16                           | grassi del latte, grassi del cocco                                                    |
| 9:0                            | acido pelargonico            | acido nonanoico        | C9H18O2 CH3(CH2)7COOH   | 13                           | olio di geranio                                                                       |
| 10:0                           | acido caprico                | acido decanoico        | C10H20O2 CH3(CH2)8COOH  | 31                           | grassi animali e vegetali                                                             |
| 11:0                           | -                            | acido undecanoico      | C11H22O2 CH3(CH2)9COOH  | 28,5                         | -                                                                                     |
| 12:0                           | acido laurico                | acido dodecanoico      | C12H24O2 CH3(CH2)10COOH | 43,2                         | grassi animali e vegetali                                                             |
| 13:0                           | -                            | acido tridecanoico     | C13H26O2 CH3(CH2)11COOH | 41,4                         | -                                                                                     |
| 14:0                           | acido miristico              | acido tetradecanoico   | C14H28O2 CH3(CH2)12COOH | 53,9                         | grassi del latte, oli di pesce, grassi animali e vegetali                             |
| 15:0                           | -                            | acido pentadecanoico   | C15H30O2 CH3(CH2)13COOH | 52,1                         | -                                                                                     |
| 16:0                           | acido palmitico              | acido esadecanoico     | C16H32O2 CH3(CH2)14COOH | 62,8                         | grassi animali e vegetali                                                             |
| 17:0                           | acido margarico              | acido eptadecanoico    | C17H34O2 CH3(CH2)15COOH | 61,3                         | grassi animali e vegetali                                                             |
| 18:0                           | acido stearico               | acido ottadecanoico    | C18H36O2 CH3(CH2)16COOH | 69,6                         | grassi animali e vegetali                                                             |
| 19:0                           | -                            | acido nonadecanoico    | C19H38O2 CH3(CH2)17COOH | 68,7                         | -                                                                                     |
| 20:0                           | acido arachico               | acido eicosanoico      | C20H40O2 CH3(CH2)18COOH | 75,4                         | in piccole quantità nei semi vegetali e nei grassi animali                            |
| 22:0                           | acido beenico                | acido docosanoico      | C22H44O2 CH3(CH2)20COOH | 80,0                         | in piccole quantità nei semi vegetali e nei grassi animali, nella malattia di Gaucher |
| 24:0                           | acido lignocerico            | acido tetracosanoico   | C24H48O2 CH3(CH2)22COOH | 84,2                         | alcuni grassi vegetali, componente della sfingomielina                                |
| 26:0                           | acido cerotico               | acido esacosanoico     | C26H52O2 CH3(CH2)24COOH | 87,7                         | cera d'api, cera carnauba, grasso della lana                                          |
| 28:0                           | acido montanico              | acido ottacosanoico    | C28H56O2 CH3(CH2)26COOH | 90,9                         | cere animali e vegetali                                                               |
| 30:0                           | acido melissico              | acido triacontanoico   | C30H60O2 CH3(CH2)28COOH | 93,6                         | cere animali e vegetali                                                               |
| 32:0                           | acido laceroico              | acido dotriacontanoico | C32H64O2 CH3(CH2)30COOH |                              | -                                                                                     |